# Tumpat
Tumpat is een plaats en gemeente (majlis daerah; district council) in de Maleisische deelstaat Kelantan.
De gemeente telt 144.000 inwoners en is de hoofdplaats van het gelijknamige district.